# NGC 2819
NGC 2819 je galaksija u zviježđu Raku.

## Vanjske poveznice
- SEDS: NGC 2819